# Un banc, un arbre, une rue
Un banc, un arbre, une rue ("Una panchina, un albero, una strada") è stata la canzone vincitrice dell'Eurovision Song Contest 1971, scritta da Jean-Pierre Bourtayre e Yves Dessca e cantata, in francese, dalla cantante francese Séverine, in rappresentanza del Principato di Monaco.
La canzone, la prima e unica (fino ad oggi) ad aver vinto per il piccolo Principato, è una classica ballata in stile francese; la lirica si concentra sulla perdita dell'innocenza dell'infanzia, e su persone che seguono i propri sogni. Le frasi di apertura al coro, si possono infatti tradurre come "Tutti noi abbiamo una panchina, un albero, una strada / Dove abbiamo accarezzato i nostri sogni / Un'infanzia che è stata troppo breve". Durante la settimana delle prime "Previews" delle canzoni (i cosiddetti video introduttivi), Séverine si esibì cantando la canzone nella piazza vuota di Monte Carlo, prima in piedi da una panchina, poi seduta durante l'esecuzione dei versi di mezzo, e poi, quasi al termine del brano, allontanandosi lentamente verso una nuova strada ("rue").
Il brano fu eseguito per terzo nella serata, dopo Malta (con Joe Grech) e seguito dalla Svizzera (rappresentata da Peter, Sue e Marc); con la chiusura delle votazioni, ricevette ben 128 punti trionfando su diciotto partecipanti totali.
Séverine registrò la canzone in altre tre lingue: in inglese ("Chance in Time"), italiano ("Il posto") e tedesco ("Mach' die Augen zu (und wünsch dir einen Traum)").
Venne poi fatta un'importante cover del brano in finlandese, dalla cantante Carola Standertskjöld.